# Келин, Андрей Владимирович
Андре́й Влади́мирович Ке́лин (род. 15 мая 1957) — советский и российский дипломат. Чрезвычайный и полномочный посол (2012). Чрезвычайный и полномочный посол Российской Федерации в Великобритании с 5 ноября 2019 года.

## Биография
Окончил Факультет международной журналистики МГИМО МИД СССР (1979). На дипломатической работе с 1979 года. Владеет английским, голландским и французским языками.
В 1979—1983 годах — сотрудник Посольства СССР в Нидерландах.
В 1990—1995 годах — сотрудник Посольства СССР, затем России (с 1991) в Бельгии.
В 1995—1998 годах — начальник отдела в Департаменте общеевропейского сотрудничества МИД России.
В 1998—2003 годах — советник Посольства России в Брюсселе (Бельгия).
В 2003—2005 годах — заместитель директора Департамента общеевропейского сотрудничества МИД России.
С сентября 2005 по июнь 2011 года — директор Четвёртого департамента стран СНГ МИД России.
С 7 июня 2011 по 5 августа 2015 года — постоянный представитель России при Организации по безопасности и сотрудничеству в Европе (ОБСЕ) в Вене (Австрия).
С 21 сентября 2015 года — директор Департамента общеевропейского сотрудничества МИД России.
С 5 ноября 2019 года — чрезвычайный и полномочный посол Российской Федерации в Великобритании.
Бывший член Коллегии Министерства иностранных дел Российской Федерации.
С 20 июня 2022 года Андрей Келин получил персональный запрет на вход в Парламент Великобритании.

## Комментарии по поводу российского вторжения на Украину
19 февраля 2022 года, за пять дней перед началом российского вторжения на Украину, утверждал, что «Когда Джо Байден говорит, что Россия готовится вторгнуться на Украину, он абсолютно неправ».
В мае 2023 года в интервью Би-би-си Келин заявил, что военная помощь Украине странами НАТО затягивает войну и может привести к её эскалации, а также настаивал на том, что Россия всё ещё не воюет в полную силу. Как отметила Би-би-си, утверждения посла в стиле «мы всерьёз ещё не начинали» противоречат опыту многих украинцев и россиян, пострадавших от войны.

## Дипломатический ранг
- Чрезвычайный и полномочный посланник 2 класса (27 июня 2001)[10]
- Чрезвычайный и полномочный посланник 1 класса (18 июля 2007)[11]
- Чрезвычайный и полномочный посол (14 ноября 2012)[12]

## Награды
- Медаль ордена «За заслуги перед Отечеством» II степени (4 марта 1998) — за большой вклад в проведение внешнеполитического курса России и многолетнюю добросовестную работу[13]
- Орден Дружбы (18 августа 2009) — за большой вклад в реализацию внешнеполитического курса Российской Федерации и многолетнюю дипломатическую службу[14]
- Орден Почёта (24 октября 2017) — за большой вклад в реализацию внешнеполитического курса Российской Федерации[15]
- Орден Александра Невского (11 февраля 2023) — за большой вклад в реализацию внешнеполитического курса Российской Федерации и многолетнюю добросовестную дипломатическую службу[16].
- Благодарность правительства Российской Федерации (27 января 2003) — за заслуги в разработке и реализации внешнеполитического курса Российской Федерации и многолетнюю плодотворную дипломатическую деятельность[17].
- Почётный работник Министерства иностранных дел Российской Федерации[18].